# Stephen Jackson (matemático)
Stephen Craig Jackson é um matemático estadunidense, especiaolista em teoria dos conjuntos. É professor da Universidade do Norte do Texas.
Jackson obteve um Ph.D. em 1983 na Universidade da Califórnia em Los Angeles, orientado por Donald Anthony Martin, com a tese A Calculation of δ15. Nela, provou que, sob o axioma da determinação,  
resolvendo assim o primeiro problema de Victoria Delfino, um dos problemas notórios da combinatória do axioma da determinação.
Seu número de Erdős é 1.
Foi palestrante convidado do Congresso Internacional de Matemáticos no Rio de Janeiro (2018)